# San Juan de Fuentes
San Juan de Fuentes o San Juan les Fonts (oficialmente y en catalán Sant Joan les Fonts) es un municipio español de la provincia de Gerona situado en la comarca catalana de La Garrocha. Hasta 1949 el municipio fue conocido como Begudá.
Forma parte del parque natural de la Zona Volcánica de la Garrocha.

## Geografía

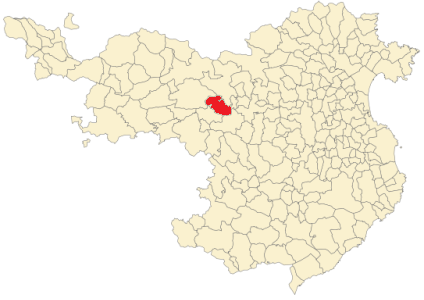
Situación de San Juan de Fuentes en la provincia de Gerona.

Integrado en la comarca de La Garrocha, se sitúa a 53 kilómetros de la capital provincial. El término municipal está atravesado por la autovía Pirenaica (A-26), por la carretera nacional N-260, entre los pK 79-82 y en el pK 86, y por una carretera local que conecta con Castellfollit de la Roca.  
El relieve del municipio es bastante accidentado, salvo en las riberas del río Fluviá, que vertebra el territorio y es el motor del desarrollo industrial. Al norte del río destacan la sierra de Malflorat (822 metros) y la Montaña de Vivers (572 metros). El sur está formado por sierras muy abruptas, incluyendo algunos antiguos volcanes del parque natural de la Zona Volcánica de la Garrocha. La altitud oscila entre los 895 metros en el extremo suroriental (sierra de Santa Julia) y los 250 metros a orillas del Río Fluviá. El pueblo se alza a 324 metros sobre el nivel del mar. 
| Noroeste: Vall de Vianya     | Norte: Vall de Vianya | Nordeste: Montagut i Oix, Castellfollit de la Roca y San Jaime de Llierca |
| Oeste: Olot y Vall de Vianya |                       | Este: Montagut i Oix, Castellfollit de la Roca y San Jaime de Llierca     |
| Suroeste: Olot               | Sur: Olot y Santa Pau | Sureste: Santa Pau                                                        |

## Historia
El primer núcleo se constituyó al siglo IX. Los terremotos de los años 1427 y 1428 derrumbaron la mayoría de los edificios. Aun así, se empezó una recuperación de la zona, con pequeños núcleos poblacionales. Esta recuperación fue frenada por la guerra civil al siglo XV.
Durante el siglo XVII se vivió una época de crisis, y la guerra de sucesión la agravó.
No hubo un crecimiento demográfico hasta el siglo XVIII, con la incorporación de inmigrantes al término de Olot y cercanías.
La guerra grande significó otro descenso de la población, que se fue haciendo progresivo durante el siglo XIX y la epidemia de cólera (1854) hizo estragos.
Durante el siglo XX hubo un resurgir social y económico a pesar de la Guerra Civil y la dictadura franquista.

## Entidades de población
- Begudá, 248 habitantes.
- La Caña, 557 habitantes.
- El Pla de Baix, 39 habitantes.
- El Pla de Dalt, 54 habitantes.
- Sant Cosme, 100 habitantes.
- San Juan de Fuentes, 1761 habitantes.

## Demografía
San Juan de Fuentes cuenta con una población de 3111 habitantes (INE 2024).
| Gráfica de evolución demográfica de San Juan de Fuentes entre 1842 y 2021 |
| |
| Población de derecho según los censos de población del INE Población de hecho según los censos de población del INEEn estos censos se denominaba Begudá: 1842, 1857, 1860, 1877, 1887, 1897, 1900, 1910, 1920, 1930 y 1940 |

| 1497 | 1515 | 1553 | 1717 | 1787 | 1857 | 1877 | 1887 | 1900 |
| ---- | ---- | ---- | ---- | ---- | ---- | ---- | ---- | ---- |
| 39   | 42   | 41   | 370  | 721  | 1511 | 2045 | 2229 | 2201 |

| 1910 | 1920  | 1930 | 1940 | 1950 | 1960 | 1970 | 1981 | 1990 |
| ---- | ----- | ---- | ---- | ---- | ---- | ---- | ---- | ---- |
| 2295 | 2.400 | 2469 | 2283 | 2216 | 2225 | 2749 | 2917 | 2911 |

| 1992 | 1994 | 1996 | 1998 | 2000 | 2002 | 2004 | 2006 | — |
| ---- | ---- | ---- | ---- | ---- | ---- | ---- | ---- | - |
| 2821 | 2831 | 2745 | 2777 | 2756 | 2735 | 2660 | 2652 | — |

## Lugares de interés

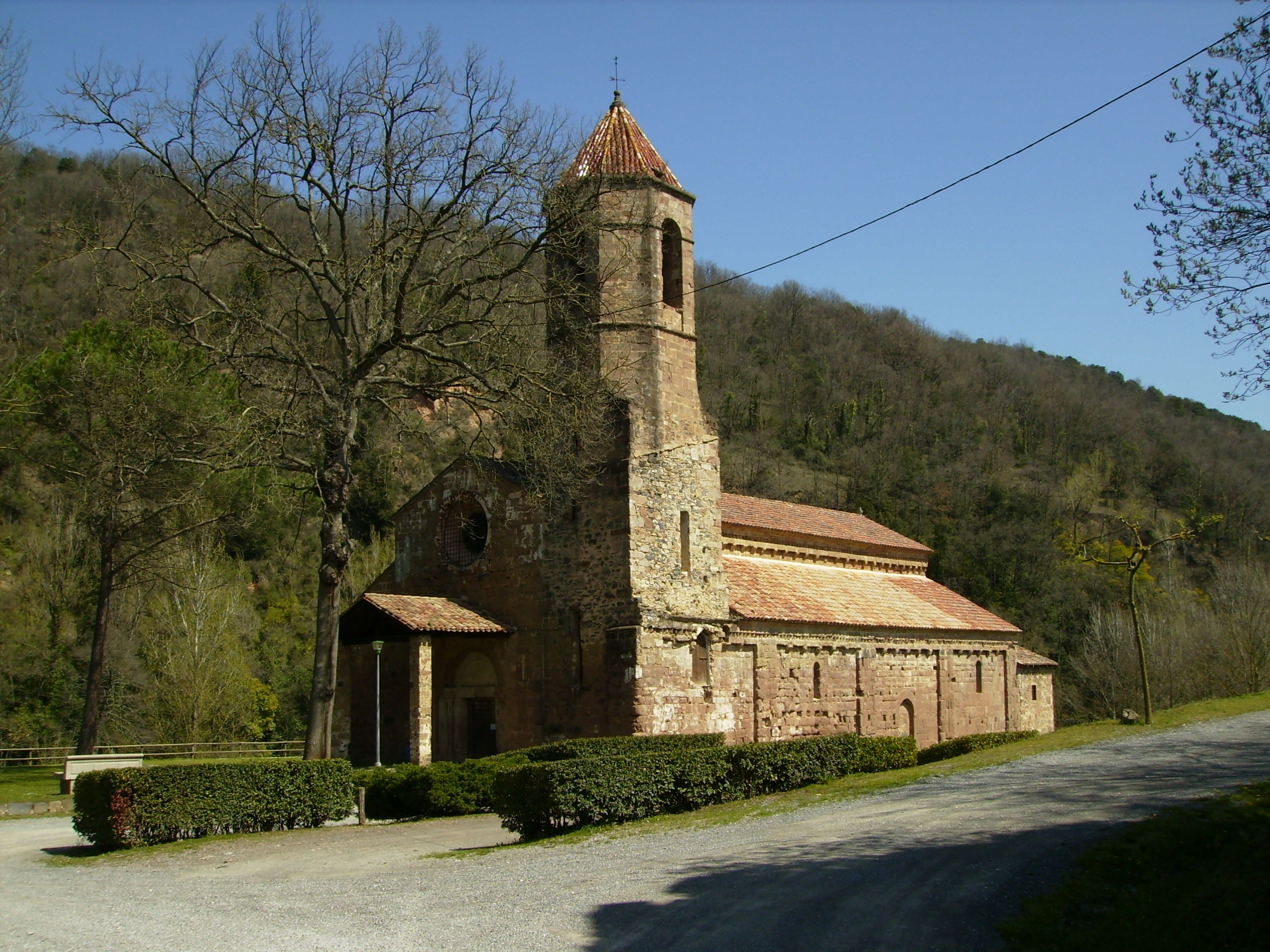
Monasterio de San Juan de Fuentes.

### Monasterio de San Juan de Fuentes
Era un antiguo priorato dependiente de San Víctor de Marsella, después de San Pedro de Besalú hasta 1592 y hasta 1835 dependió de San Pedro de Camprodón. 
Declarada monumento nacional, la iglesia es un edificio románico de tres naves, la central con vuelta apuntada y las laterales de cuarto de círculo.

### Puente medieval
El puente medieval, construido con piedra volcánica, atraviesa el río Fluviá y une el núcleo de la villa con la actual iglesia y con el barrio de Castanyer.

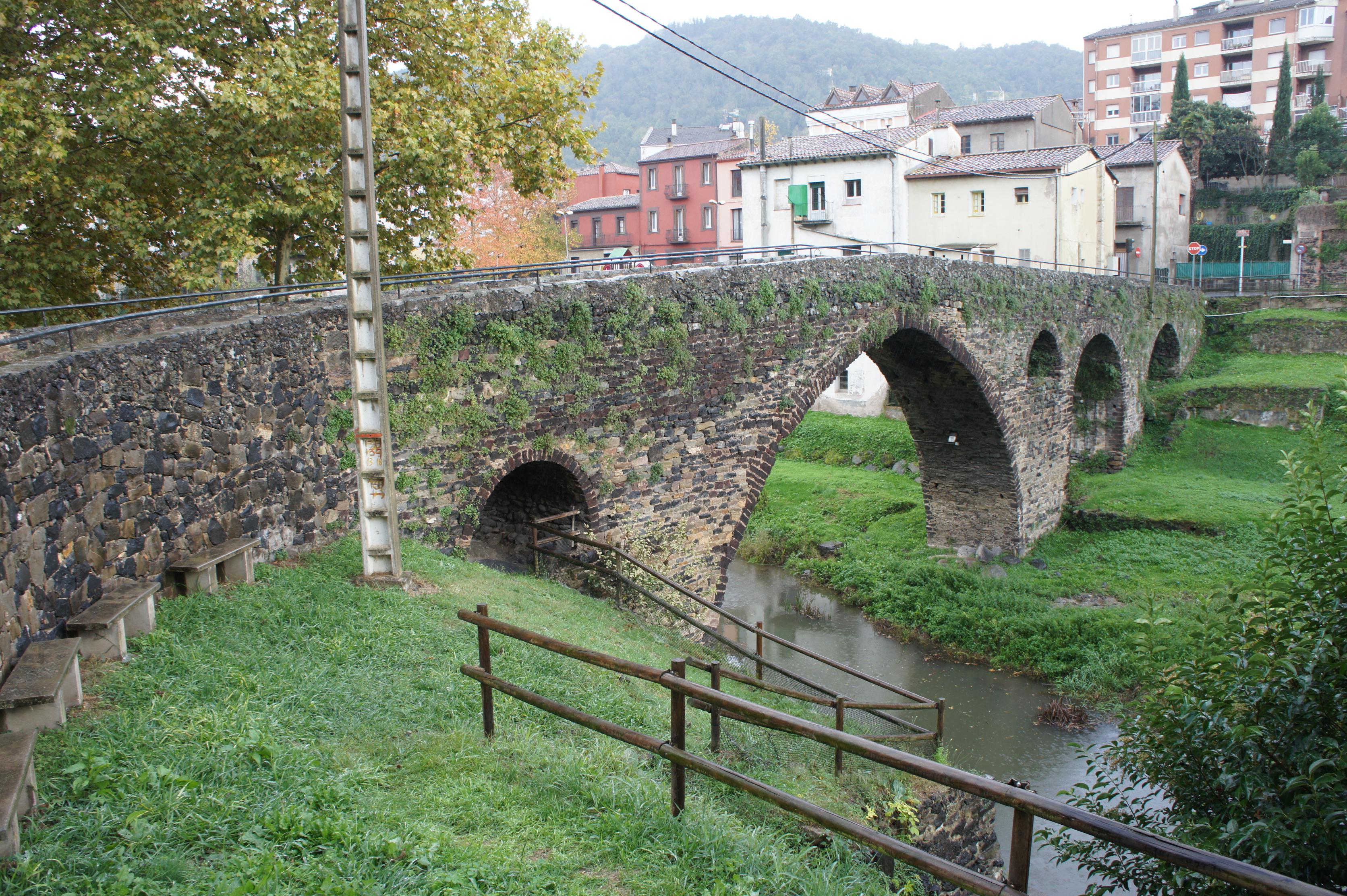
Puente medieval sobre el río Fluviá

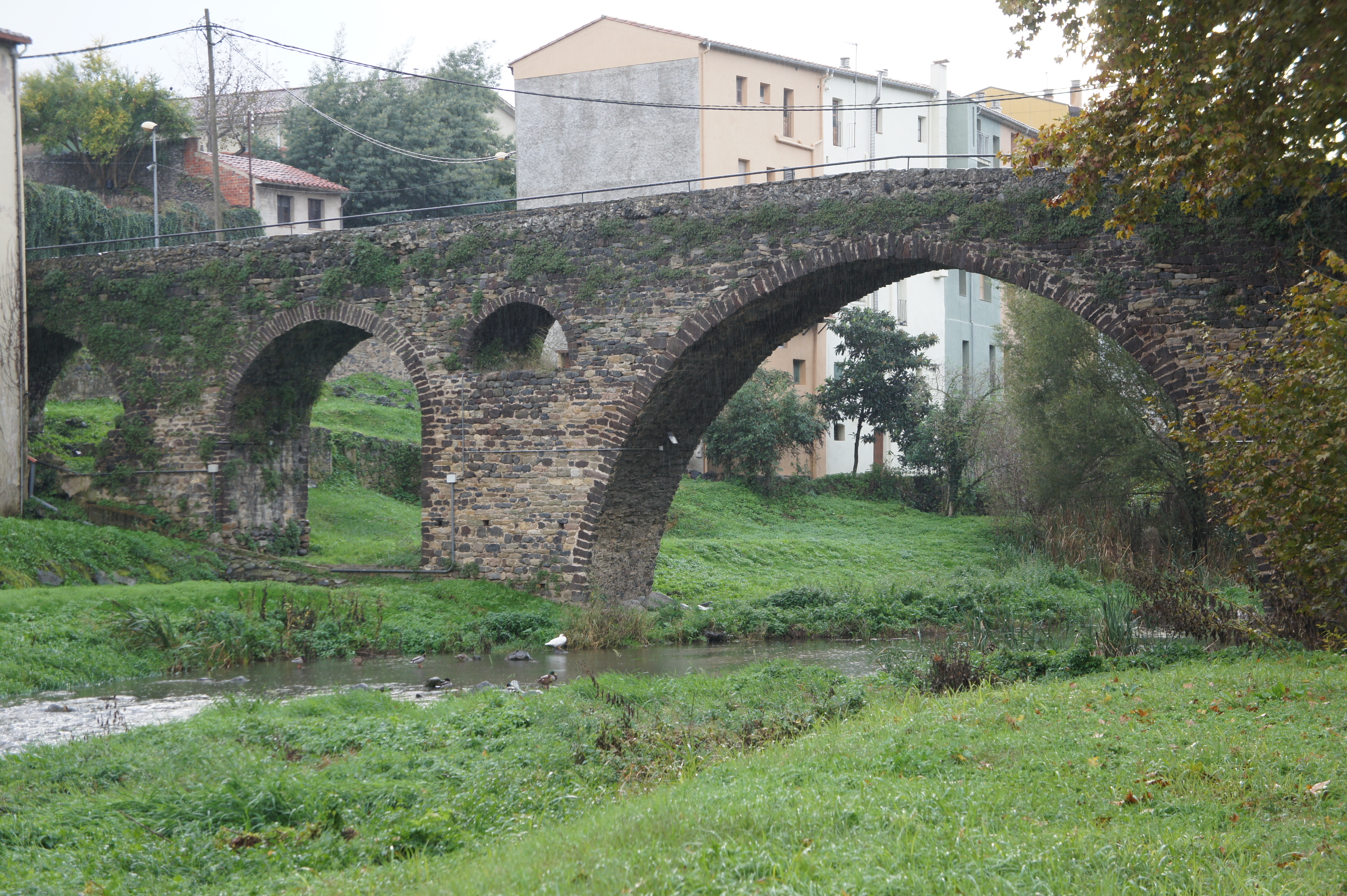
Puente medieval sobre el río Fluviá

### Torre de Canadell
Fortificación situada a la sierra de Vivers. Desde este punto se observa toda la llanura de la Garrocha, pasando por Besalú, el valle de Olot y la Vall de Vianya. La Torre de Canadell es un edificio cuadrado de cuatro pisos, con espitlleres por las cuatro caras y azotea. Antiguamente estaba rodeado de una muralla.

### Estancia de Juvinyà
Es el edificio románico civil más antiguo de Cataluña.[cita requerida] Está situado al borde el río Fluviá. Es una casa señorial fortificada de dos cuerpos, la torre de defensa y el edificio principal. Declarado monumento provincial el año 1972.

### Molí fondo
Espacio de interés por su arqueología industrial y por la colada de lava que formaba parto de la antigua resclosa la Reformada.

## Fiestas
Se celebran varias fiestas: 
- La fiesta de San Isidro, el 15 de mayo.
- La fiesta del Rosario, el lunes de Pascua.
- La fiesta mayor, el 24 de junio.
- El pesebre viviente, en Navidad.
- En Begudá se celebra la fiesta patronal de Santa Eulalia, y la fiesta mayor, el primer fin de semana de agosto.

## Ciudadanos destacados
- Pep Cargol, jugador de baloncesto.
- Carlos Torrent, ciclista medallista olímpico.
- Pedro Muñoz Machín, ciclista.